# Titanocen
Titanocen gehört zur Reihe der Metallocene. Das Monomer des Titanocens mit der Summenformel C10H10Ti konnte bisher in kondensierter Phase nicht nachgewiesen werden. Allerdings existiert das Decamethylderivat (C5(CH3)5)2Ti. In Titanocen liegt Titan in der Oxidationsstufe +2 vor. Somit handelt es sich um einen Komplex mit 14 Valenzelektronen. Aus diesem Grund ist Titanocen auch ein starkes Oxidationsmittel.

## Struktur
Da noch vier Elektronen zum Erreichen einer stabilen 18-Valenzelektronenkonfiguration fehlen, bildet sich aus monomerem Titanocen ein zweikerniger Titankomplex. Die zwei Hydridobrücken bilden hierbei 2-Elektron-3-Zentrenbindungen aus und aus zwei Cyclopentadienylliganden bildet sich ein Fulvalendienyl, das beide Kerne verbrückt, es bildet sich also eine 16-Valenzelektronenkonfiguration aus.

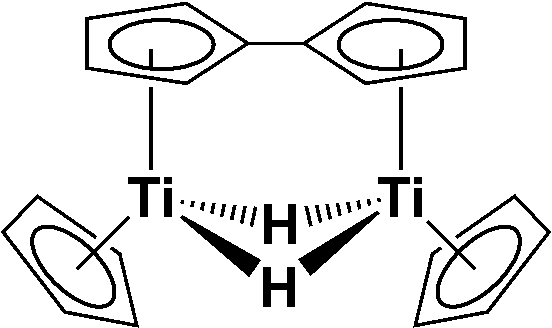
Dimer des Titanocens

## Darstellung
Titanocen kann durch die Umsetzung von elementarem Natrium mit Titanocendichlorid hergestellt werden.
{\displaystyle \mathrm {Cp_{2}TiCl_{2}+2\ Na\longrightarrow Cp_{2}Ti+2\ NaCl} }
Weitere Synthesemöglichkeiten sind durch die Thermolyse von Dicyclopentadienyldiphenyltitan (Cp2Ti(C6H6)2) oder Dicyclopentadienyldimethyltitan (Cp2Ti(CH3)2) gegeben (Cp=Cyclopentadienyl).